# Serra de les Bigues
La serra de les Bigues és una serra situada al municipi de Talamanca, a la comarca catalana del Bages, amb una elevació màxima de 609 metres.